# RBS Bank (Polska)
RBS Bank (Polska) S.A. (d. ABN AMRO Bank (Polska) S.A.) – bank komercyjny z siedzibą w Warszawie działający w latach 1991–2020. Od 2009 był częścią grupy Royal Bank of Scotland (RBS) od czasu przejęcia banku ABN Amro przez konsorcjum banków: Royal Bank of Scotland, Banco Santander i Fortis za kwotę 71,9 mld euro.

## Historia
Bank powstał w 1991 jako ABN AMRO Bank (Polska). W 2009 zmienił nazwę po przejęciu przez RBS w ramach globalnej transakcji podziału holenderskiego banku. Zmiana nazwy i zmiany w akcjonariacie wynikające z transakcji zostały zarejestrowane w 2009. Obsługiwał klientów korporacyjnych oraz wspierał międzynarodowe wewnętrzne procesy operacyjne banku w obszarach zgodności i ryzyka kredytowego.
W ramach likwidacji marki RBS przez brytyjski bank NatWest zlikwidowano spółkę w 2020.